# ブランチ・リッキー
ウェスリー・ブランチ・リッキー（Wesley Branch Rickey , 1881年12月20日 - 1965年12月9日）は、アメリカ合衆国オハイオ州出身の元プロ野球選手（捕手）・監督・プロ野球球団経営者。
マイナー組織の改革や初のアフリカ系アメリカ人選手ジャッキー・ロビンソンと契約を結んだ等、革新的なメジャーリーグ球団幹部であったことでよく知られている。ファーム制度や科学的なトレーニングの導入でも有名である。"The Mahatma"（マハトマ・ガンディーになぞらえたもの）のニックネームで呼ばれた。大卒後、弁護士業を数年行っていた。

## 来歴・人物
1903年にシカゴ・ホワイトソックスと契約するが、ホワイトソックスではメジャーでの出場はなく、1905年6月にセントルイス・ブラウンズ（現：ボルチモア・オリオールズ）にトレードされ、ブラウンズでメジャーデビューを果たす（デビュー戦では3打数ノーヒット）。選手としてはそれほど芳しい成績を残していない。1914年にブラウンズで2試合に出場したのがメジャーでの選手歴の最後で、その後はブラウンズの監督として活動することとなる。
引退後は監督としてブラウンズに残留したが（1914年は選手兼任監督）、1915年オフに解雇された。1919年にセントルイス・カージナルスの監督に就任すると1921年に若き二塁手、ロジャース・ホーンスビーらを擁してチームを4年ぶりの勝率5割以上に導き、1923年まで勝率5割を維持した。その後、1924年には再び勝率4割台に戻ってしまい、1925年にはホーンスビーがプレイングマネージャーとなり監督業からも離れることになる。翌1926年にカージナルスは初のワールドシリーズ出場を果たし、シリーズを制覇した。それから後、リッキーが監督として球界に戻ってくることはなかった。

### マイナー組織の整備
現役引退後の彼はミシガン大学のコーチとして数年過ごした。このとき後の大打者ジョージ・シスラーと運命の出会いを果たす。1913年ブラウンズにフロントの一員として復帰した時にジョージ・シスラーの契約にかかわった（当時のシスラーは先発投手）。
その後、カージナルスに転身しゼネラル・マネージャー（GM）専任となるとマイナー組織の拡充に努めた。マイナーチームをファームとして選手の育成機関としてしまうことに当時のコミッショナー、ケネソー・マウンテン・ランディスはマイナーチームを破壊してしまうものとして嫌い、ニューヨーク・ジャイアンツの名将、ジョン・マグローも「馬鹿げた計画」と嘲笑している。しかしカージナルスはイーノス・スローター、スタン・ミュージアル、マーティ・マリオン、ビリー・サウスワース等を輩出し強豪チームとなると他の球団も追従し現在のファームシステムの基となった。

### 人種差別の壁の撤廃
1942年、ブルックリン・ドジャースの総支配人で友人のラリー・マクフェイルが徴兵されるとリッキーはドジャースに社長とGMを兼ねた後任として招かれる。1944年に人種差別の撤廃に消極的だったランディスコミッショナーが急逝すると、翌1945年にユナイテッド・ステート・リーグという黒人選手を受け入れるマイナーリーグ組織を創設。1945年8月28日にジャッキー・ロビンソンとマイナー契約を結んだのをはじめ、ドジャース支配下のマイナーリーグのチームに多くの黒人選手やニグロリーグ経験者を集めた。このことがメジャーリーグにおける新時代の幕開けになった。
リッキーが黒人選手を受け入れることに積極的であった理由としては、ブルックリンにおける黒人の人口の多さや将来的な黒人家庭の中産化を見越した上でのマーケティング戦略と、より効率的な選手の供給源の開拓のためであった。また、個人としても大学野球の監督時代に指導していた黒人選手が宿泊を断られ、自分の召使であると言ってようやく同じ部屋で泊まることができたという人種差別行為を体験しており、「この肌が白ければみんなと同じように泊めてもらえるのに」と涙を流して悲しむ選手の姿が忘れられずにいたと語っている。

### 晩年
リッキーは最晩年、古巣カージナルスにアドバイザーとして招かれるが、頑固で偏狭な老人に変貌していた。加えて全権を握ることに固執し、オーナーのオーガスト・ブッシュに、監督のジョニー・キーンとGMのビング・ディヴァインを解任するように仕向けた。ブッシュはディヴァインGMとキーン監督双方を解任すると影響が大きいとディヴァイン一人を解職した。
1964年の解任当時のカージナルスはフィラデルフィア・フィリーズに大きく水をあけられていたが秋に盛り返し、その後にナショナルリーグを制し、ワールドシリーズではニューヨーク・ヤンキースとの戦いを制し、ワールドチャンピオンとなった。キーン監督はその年のオフに続投要請を断り、対戦相手のヤンキース監督に就任。またディヴァインGMが入手したプレーヤーの多くがその後の1967年、1968年のリーグ優勝に貢献し、ディヴァイン自身はニューヨーク・メッツに転身して1969年の『ミラクル・メッツ』の礎を築いた。後にブッシュオーナーはリッキーの助言を聞くべきでなかったとコメントしている。
なお、リッキーは1965年11月にミズーリ州のスポーツ栄誉の殿堂に選出されたが、そのスピーチの途中で倒れ、翌月亡くなった。
1967年、アメリカ野球殿堂入り。
ジャッキー・ロビンソンの人生を描いた2013年の米国映画『42 〜世界を変えた男〜』では、ハリソン・フォードがリッキー役を演じている。

## 詳細情報

### 年度別打撃成績
| 年 度     | 球 団     | 試 合 | 打 席 | 打 数 | 得 点 | 安 打 | 二 塁 打 | 三 塁 打 | 本 塁 打 | 塁 打 | 打 点 | 盗 塁 | 盗 塁 死 | 犠 打 | 犠 飛 | 四 球 | 敬 遠 | 死 球 | 三 振 | 併 殺 打 | 打 率 | 出 塁 率 | 長 打 率 | O P S |
| --------- | --------- | ----- | ----- | ----- | ----- | ----- | -------- | -------- | -------- | ----- | ----- | ----- | -------- | ----- | ----- | ----- | ----- | ----- | ----- | -------- | ----- | -------- | -------- | ----- |
| 1905      | SLB       | 1     | 3     | 3     | 0     | 0     | 0        | 0        | 0        | 0     | 0     | 0     | --       | 0     | --    | 0     | --    | 0     | --    | --       | .000  | .000     | .000     | .000  |
| 1906      | SLB       | 65    | 223   | 201   | 22    | 57    | 7        | 3        | 3        | 79    | 24    | 4     | --       | 3     | --    | 16    | --    | 3     | --    | --       | .284  | .345     | .393     | .738  |
| 1907      | NYY       | 52    | 152   | 137   | 16    | 25    | 1        | 3        | 0        | 32    | 15    | 4     | --       | 2     | --    | 11    | --    | 2     | --    | --       | .182  | .253     | .234     | .487  |
| 1914      | SLB       | 2     | 2     | 2     | 0     | 0     | 0        | 0        | 0        | 0     | 0     | 0     | 0        | 0     | --    | 0     | --    | 0     | 1     | --       | .000  | .000     | .000     | .000  |
| 通算：4年 | 通算：4年 | 120   | 380   | 343   | 38    | 82    | 8        | 6        | 3        | 111   | 39    | 8     | 0        | 5     | --    | 27    | --    | 5     | 1     | --       | .239  | .304     | .324     | .628  |

### 監督成績
| 年度       | 球団       | リーグ     | 順位       | 試合 | 勝利 | 敗戦 | 勝率 | 備考          |
| ---------- | ---------- | ---------- | ---------- | ---- | ---- | ---- | ---- | ------------- |
| 1913年     | STB        | AL         | 8位        | 12   | 5    | 6    | .455 | 9月17日～     |
| 1914年     | STB        | AL         | 5位        | 159  | 71   | 82   | .464 |               |
| 1915年     | STB        | AL         | 6位        | 159  | 63   | 91   | .409 |               |
| 1919年     | STL        | NL         | 7位        | 138  | 54   | 83   | .394 |               |
| 1920年     | STL        | NL         | 5位        | 155  | 75   | 79   | .487 |               |
| 1921年     | STL        | NL         | 3位        | 154  | 87   | 66   | .569 |               |
| 1922年     | STL        | NL         | 3位        | 154  | 85   | 69   | .552 |               |
| 1923年     | STL        | NL         | 5位        | 154  | 79   | 74   | .516 |               |
| 1924年     | STL        | NL         | 6位        | 154  | 65   | 89   | .422 |               |
| 1925年     | STL        | NL         | 8位        | 38   | 13   | 25   | .342 | 開幕～5月30日 |
| 通算：10年 | 通算：10年 | 通算：10年 | 通算：10年 | 1277 | 597  | 664  | .473 |               |